# Mucoraceae
Mucoraceae es una familia de fungi del orden de los Mucorales, caracterizados por tener el talo no segmentado o ramificado.
Los géneros patógenos incluyen a Absidia, Apophysomyces, Mucor, Rhizomucor, y Rhizopus.